# Região Geográfica Imediata de Porto Alegre
A Região Geográfica Imediata de Porto Alegre é uma das 43 regiões imediatas do estado brasileiro do Rio Grande do Sul, uma das 8 regiões imediatas que compõem a Região Geográfica Intermediária de Porto Alegre e uma das 509 regiões imediatas no Brasil, criadas pelo IBGE em 2017. É composta de 23 municípios.

## Municípios
A Região Imediata de Rio Branco é composta por 23 municípios
| Região imediata | Municípios | População Estimativa 2018 | Área (km²) |
| --------------- | --- | ------------------------- | ---------- |
| Porto Alegre    | Alvorada Arroio dos Ratos Barão do Triunfo Barra do Ribeiro Cachoeirinha Canoas Capivari do Sul Caraá Eldorado do Sul Esteio Glorinha Gravataí Guaíba Mariana Pimentel Mostardas Nova Santa Rita Palmares do Sul Porto Alegre Santo Antônio da Patrulha Sapucaia do Sul Sertão Santana Tavares Viamão | 3 225 136                 | 11 693,721 |